# Айбель
Айбель (словен. Ajbelj) — поселення в общині Костел, регіон Південно-Східна Словенія, Словенія. Висота над рівнем моря: 618,4 м.